# اعتراضات ۱۴۰۱ ایران
اعتراضات ۱۴۰۱ ایران شامل تجمع‌ها و اعتراضات گوناگونی در ایران است که در سال ۱۴۰۱ رخ داده‌اند. ریشه‌های این اعتراضات مشکلات اقتصادی، اختلافات سیاسی، رخدادهای اجتماعی و فرهنگی است که به صورت اعتراضات خیابانی بدون ساختار رهبری و خودجوش مردمی یا به صورت اعتراضات صنفی با ساختار رهبری و از پیش برنامه‌ریزی‌شده انجام می‌شود. این اعتراضات با ادامه اعتراضات و اعتصابات سراسری معلمان ایران شروع و با اعتراضات به گرانی مواد خوراکی در پی حذف ارز ۴۲۰۰ تومانی و اعتراضات خرداد پس از فروریختن ساختمان متروپل گسترش یافت. در شهریور ۱۴۰۱ نیز کشته‌شدن مهسا امینی زمینه‌ساز خیزش سراسری شد.

## واکنش های خارجی
- بنیامین نتانیاهو با اعلام حمایت از تظاهرات ایران، آن را بی سابقه دانست و از آمریکا خواست تا موضعش در قبال پیمان هسته ای برجام را بازنگری کند. او همچنین این تظاهرات را موید هشدار همیشگی اش نسبت به حکومت ایران دانست.[۲]
- جو بایدن رئیس‌جمهور ایالات متحده آمریکا با ابراز همدردی با شهروندان ایرانی در این زمینه اظهار کرد: «نگران نباشید، ایران را آزاد خواهیم کرد»، وی همچنین گفت: «آمریکا هزینه‌های بیشتری بر مجریان سرکوب اعتراضات در ایران تحمیل می‌کند».[۳]
- امانوئل ماکرون در یک نشست خبری گفت: این اعتراضات این باور تبلیغ شده از تهران را که ایرانیان ارزش‌های غربی را نمی‌خواهند ترکاند. او همچنین خواستار واکنش دیپلماتیک و تحریمهای بیشتر بر ضد ایران شد.[۴]

## صنفی

### معلمان
در ادامه اعتراضات و اعتصابات سراسری معلمان ایران، در اردیبهشت ۱۴۰۱ تجمع سراسری معلمان به دعوت شورای هماهنگی تشکل‌های صنفی فرهنگیان، در اعتراض به دستگیری معلمان، وضعیت معیشتی نامناسب معلمان شاغل و بازنشسته و همچنین کمبود امکانات آموزشی برگزار شد. تنها در شهر تهران ۷۰ نفر در این گردهمایی بازداشت شدند و به علت برخورد شدید امنیتی، معلم‌ها نتوانستند تجمع خود را در عمل برگزار کنند، اما در شهرهای دیگر این تجمعات برگزار شد.
در آستانه روز معلم در ایران و برگزاری تجمعات اعتراضی، نیروهای امنیتی ایران چند فعال صنفی معلمان را احضار یا بازداشت کردند. علی اکبر باغانی، رسول بداقی، محمد حبیبی و جعفر ابراهیمی از اعضای کانون صنفی معلمان ایران بودند که در تهران بازداشت شدند. این برخوردها یک روز پیش از فراخوان کانون صنفی معلمان برای برگزاری تجمع اعتراضی معلمان در مقابل مجلس و مراکز آموزش پرورش در شهرها و شهرستان‌های ایران صورت گرفت. در ادامه این تجمعات و اعتراضات مسعود فرهیخته و لطف‌الله جمشیدی، از فعالان صنفی معلمان در مقابل مجلس ایران بازداشت شدند.
یوسف نوری، وزیر آموزش و پرورش ایران معلمان معترض را به اخراج تهدید کرد و وزارت اطلاعات جمهوری اسلامی از دستگیری دو تبعه یک کشور اروپایی در ایران به اتهام تلاش برای ایجاد آشوب خبر داد و ادعا کرد آنها با شورای هماهنگی تشکل‌های صنفی فرهنگیان در ارتباط بوده‌اند.
در این اعتراضات شعارهایی همچون «رئیسی، قالیباف، این آخرین پیام است. جنبش فرهنگیان آماده قیام است»، «یه سیسمونی کم بشه، مشکل ما حل می‌شه»، «ننگ ما، ننگ ما، وزیر الدنگ ما»، «معلم زندانی، آزاد باید گردد» و «مدعی عدالت، خجالت، خجالت» سر داده شد. ۱۴۸ فعال مدنی و سیاسی در بیانیه‌ای از تجمعات صنفی معلمان حمایت کردند. در میان امضاکنندگان این بیانیه، نام‌های ابوالفضل قدیانی، جعفر پناهی، شیرین عبادی، علیرضا رجایی، کیوان صمیمی، محمدصالح نیکبخت و محمدتقی کروبی دیده می‌شود.

### دانش‌آموزان ایران
اعتراضات ۱۴۰۱ دانش آموزان ایران پس از آن اوج گرفت که شورای هماهنگی تشکل‌های صنفی فرهنگیان فراخوانی برای اعتصاب در مدارس اعلام کرد و با انتشار بیانیه‌ای از معلمان و دانش‌آموزان در سراسر کشور خواست تا در «همبستگی با معترضان جان به‌لب آمده» در کلاس‌ها حضور پیدا نکنند و به این وسیله اعتراض خود را به «بی‌عدالتی‌های حاکمیت» نشان دهند

### سینماگران زن
اعتراضات سینماگران زن ایران، مجموعه افشاگری‌ها و اعتراضات نسبت به آزار جنسی در سینمای ایران است که توسط سینماگران زن اتفاق افتاد. این افشاگری‌ها و اعتراضات از فروردین ۱۴۰۱، زمانیکه سمیه میرشمسی، دستیار کارگردان، اتهامی علیه فرهاد اصلانی، بازیگر شناخته‌شده سینمای ایران مطرح کرد شروع شد. و در پی طرح این اتهام آزار جنسی، بیش از ۵۰۰ نفر از زنان سینماگر از جمله صدها بازیگر و کارگردان زن شناخته شده در بیانیه‌ای بی‌سابقه، با تأیید وجود خشونت سیستماتیک علیه زنان در سینمای ایران، خواستار برخورد قانونی جدی با متخلفان شدند.
در واکنش به بیانیه زنان سینماگر، خانه سینما، جامعه اصناف سینمای ایران، هر گونه خشونت به ویژه خشونت جنسی به هر شکل در صنعت سینما را محکوم کرد و اعلام کرد که شورای صیانت خانه سینما مسئول رسیدگی به اتهامات مرتبط با خشونت رفتاری در سینماست. در مقابل زنان سینماگر امضاکننده بیانیه، ساختار خانه سینما را فاقد استقلال لازم برای بررسی این موارد دانسته و در رای‌گیری، پنج سینماگر زن را برای تشکیل یک کمیته مستقل برای پیگیری مطالبات بیانیه و رسیدگی به موارد خشونت و آزار علیه سینماگران زن انتخاب کردند.

### رانندگان و کارگران اتوبوسرانی
دوشنبه ۲۶ اردیبهشت ۱۴۰۱، جمعی از رانندگان و کارگران شرکت واحد خطوط بی آر تی در مقابل اداره مرکزی شرکت واحد تهران دست به تجمع اعتراضی زدند. آنها به حذف مصوبه مزد شورای‌عالی کار و اعمال ده درصد افزایش حقوق برای کارگران و رانندگان شرکت واحد، اعتراض داشتند و شعار می‌دادند: «شهردار بی‌لیاقت، استعفا، استعفا» و همچنین شعار «مدیر بی‌لیاقت استعفا استعفا.»
سه‌شنبه، ۲۷ اردیبهشت نیز اعتصاب رانندگان شرکت واحد اتوبوسرانی تهران ادامه یافت. کارکنان شرکت واحد اتوبوسرانی تهران می‌گویند تا محقق شدن مطالبات و آزادی کامل همکاران زندانی خود به اعتراضات خود ادامه می‌دهند. همچنین گزارش شده‌است که از سه‌شنبه، کارگران واحدهای تعمیرگاه و توقفگاه‌ها نیز به رانندگان معترض ملحق شده‌اند.

### بازنشستگان تأمین اجتماعی
یکشنبه ۲۵ اردیبهشت، گروهی از بازنشستگان تأمین اجتماعی در شهرهای تبریز، اهواز، قزوین، اراک، مشهد، اصفهان و ایلام در مقابل اداره کل تأمین اجتماعی استان دست به تجمع زده و شعار می‌دادند: «وزیر بی‌لیاقت، استعفا استعفا»، «معیشت منزلت حق مسلم ماست»، و «فقط کف خیابون، بدست میاد حقمون» سر دادند. آنها مطالباتشان را افزایش حقوق در موازات خط فقر، اجرای قانون همسان سازی حقوق، رفع مشکلات بیمه تکمیلی، پرداخت پاداش آخر سال و همچنین محاسبه سوابق مشاغل سخت و زیان آور در محاسبات مربوط به حقوق‌شان، عنوان کردند.
دوشنبه ۲۶ اردیبهشت ماه، جمعی از بازنشستگان در شهرهای تبریز، اهواز، قزوین، اراک، مشهد، اصفهان و ایلام در مقابل ادارات تأمین اجتماعی دست به تجمع اعتراضی زدند.
یکشنبه ۱ خرداد، تعدادی از بازنشستگان و مستمری‌بگیران تأمین اجتماعی، در مقابل ساختمان سازمان برنامه و بودجه در تهران و همچنین در شهرهای کرج، اهواز، تبریز، کرمان، رشت، کرمانشاه و قزوین در مقابل اداره کل تأمین اجتماعی استان مربوط دست به تجمع اعتراضی زدند.
سه شنبه ۱۰ خرداد، جمعی از بازنشستگان تأمین اجتماعی زنجان با برگزاری تجمع اعتراضی در مقابل اداره مدیریت و برنامه‌ریزی زنجان خواستار رسیدگی به مطالبات خود از جمله عدم تعیین تکلیف افزایش حقوق و مستمری سال ۱۴۰۱ آنها شدند.
چهارشنبه ۱۱ خرداد، شماری از بازنشستگان تأمین اجتماعی، در استان زنجان، برای سومین روز متوالی، همزمان شماری دیگر از بازنشستگان تأمین اجتماعی در مقابل ساختمان استانداری استان گیلان نیز در مقابل ساختمان هسته گزینش این استان واقع در رشت و همزمان بازنشستگان تأمین اجتماعی تبریز در برابر ساختمان این سازمان تجمع کردند.
طی روزهای یکشنبه و دوشنبه ۱۵ و ۱۶ خرداد، گروه‌هایی از بازنشستگان تأمین اجتماعی در شهرهای، شیراز، اصفهان، ساری، تبریز، ارومیه، بجنورد، خرم‌آباد، اراک، اردبیل، اهواز، کرج و مشهد در مقابل ساختمان اداره تأمین اجتماعی این شهرها، در کرمان، زنجان و بندرعباس در مقابل ساختمان استانداری، در شیراز، رشت، قزوین و کرمانشاه در مقابل ساختمان اداره تعاون، کار و رفاه اجتماعی، در شوش، شوشتر و دزفول در مقابل فرمانداری و در تهران در مقابل ساختمان مجلس و ساختمان وزارت تعاون، کار و رفاه اجتماعی، در تجمع‌های اعتراضی خواستار رسیدگی به درخواست‌های خود شدند. راهپیمایی بازنشستگان در شوش و هفت تپه، در خیابان‌های منتهی به ساختمان فرمانداری شهرستان شوش صورت گرفت.
تجمع‌های بازنشستگان در اعتراض به اجرا نشدن مصوبهٔ شورای عالی کار و تصمیم دولت مبنی بر افزایش ده درصد به حقوق سایر سطوح صورت گرفته‌است. قابل توجه اینکه بازنشستگان خواستار افزایش حقوق به میزان نرخ تورم هستند، اما دولت، مصوبه شورای عالی کار مبنی بر افزایش ۳۸ درصد به مستمری غیرحداقل‌بگیران را اجرا نکرده‌است.
روز دوشنبه ۱۶ خرداد تجمع‌های بازنشستگان ایران در شهرهای مختلف مانند تبریز، دزفول، گیلان، کرمانشاه، شوشتر و اهواز … برپا شده‌است. معترضان در این تجمع‌ها شعارهایی مانند «مرگ بر رئیسی»، «وعده وعید کافیه سفره ما خالیه»، «وزیر بی‌لیاقت ننگت باد» و «تورم ۱۰۰٪ افزایش ۱۰٪» سردادند.

### بازنشستگان
چهارشنبه ۱۸ خرداد، جمعی از اعضای اتحادیه پیش‌کسوتان جامعه کارگری گیلان در محل این اتحادیه تجمع اعتراضی برپا کردند. آنها گفتند: برخورد دوگانه دولت نسبت به افزایش حقوق بازنشستگان و اعمال نکردن نظر شورایعالی کار موجب ضرر و زیان ما شده و ما خواستار تجدیدنظر در این مورد هستیم.
چهارشنبه ۱۸ خرداد، گروهی از اعضای انجمن صنفی فرهنگیان شاغل و بازنشسته کرمانشاه، در اعتراض به بازداشت فعالان صنفی، دست به تجمع اعتراضی در این شهر زدند.
سه شنبه ۱۴ تیر، جمعی از بازنشستگان در استان مازندران و در شهرهای کرمانشاه، بندرعباس و دورود، طی برگزاری تجمع‌هایی خواستار رسیدگی به مطالبات خود شدند. آنها در این تجمع‌ها شعارهایی از قبیل «عزا عزاست امروز، روز عزاست امروز، حقوق بازنشسته، زیر عباست امروز»، «قالیباف دروغگو، شعارت تو خالیه، رئیس مجلسی و یخچال ما خالیه» و همچنین «هم دولت، هم مجلس، دروغ میگن به ملت»، سردادند.
سه شنبه ۲۱ تیرماه، گروهی از بازنشستگان مخابرات در شهرهای تهران، خرم‌آباد، قزوین، شیراز، همدان، بندرعباس، کرمانشاه، جوانرود، شهرکرد، یزد، ارومیه، تبریز، اهواز، رشت، ساری و اراک با برگزاری تجمع‌هایی در برابر ساختمان مخابرات استان خود، خواهان رسیدگی به درخواست‌های خود شدند. تجمع این معترضان در اعتراض به ثابت ماندن کمک هزینه رفاهی، قطع و کاهش حق جذب، پرداخت نشدن معوقه‌های قانونی پاداش بهره‌وری و اجرا نشدن آیین‌نامه استخدامی کارکنان مخابرات مصوب در سال ۱۳۸۹ انجام شده‌است.
یکشنبه ۹ مرداد، گروهی از بازنشستگان مخابرات در شهرهای تهران، کرمانشاه، شهرکرد، کرج، تبریز، ارومیه، اصفهان، اهواز، بجنورد و سنندج، برای رسیدگی شدن به کاهش مبلغ حق جذب و عدم پرداخت پاداش‌های بهره‌وری و سایر درخواست‌هایشان دست به تجمع‌های اعتراضی زدند. مأموران نیروی انتظامی در تهران تجمع بازنشستگان را متفرق کرده و تعدادی را نیز بازداشت کردند.
یکشنبه ۳۰ مرداد، گروهی از بازنشستگان فولاد اصفهان در برابر ساختمان صندوق بازنشستگی فولاد، تجمع اعتراضی برگزار کرده و خواهان رسیدگی به درخواست‌های خود شدند.
دوشنبه ۳۱ مرداد، گروهی از بازنشستگان بانک تجارت، در ساختمان مرکزی بانک تجارت تهران با شعار «تا حق خود نگیریم از پا نمی‌نشینیم» تجمع اعتراضی برگزار کردند.
شنبه ۱۲ شهریور، شماری از بازنشستگان اراک در اعتراض به وضعیت نامناسب معیشتی در مقابل دفتر نماینده مجلس این شهر دست به تجمع اعتراضی زدند. در این تجمع شعارهایی از قبیل «دولت خیانت می‌کند، مجلس حمایت می‌کند» سر دادند.
یکشنبه ۱۳ شهریور، جمعی از بازنشستگان فولاد اصفهان در اعتراض به عدم همسان سازی حقوقشان و معوقات ۱۸ ماهه خود و دیگر مطالباتشان در مقابل ساختمان صندوق حمایت و بازنشستگی کارکنان فولاد در این شهر دست به تجمع زدند.
یکشنبه ۲۰ شهریور، گروهی از بازنشستگان و مستمری بگیران صندوق بازنشستگی فولاد در شهرهای تهران، اصفهان و اهواز، در اعتراض به عدم اجرای افزایش ۳۸ درصدی حقوقشان تجمع اعتراضی داشتند و با دادن شعارهایی مانند «تا حق خود نگیرم، از پا نمی‌نشینم» خواهان رسیدگی به درخواست‌های خود شدند.

### کشاورزان
پنجشنبه ۲۹ اردیبهشت، جمعی از کشاورزان شهرستان سرپل ذهالب در استان کرمانشاه، در مقابل اداره جهاد کشاورزی این شهرستان دست به تجمع اعتراضی زدند. بر اساس گزارش رسانه‌ها، تجمع این کشاورزان در اعتراض به واگذاری بذر نامرغوب کلزا و چغندر از سوی این سازمان به کشاورزان صورت گرفته‌است.

### کارکنان
شنبه ۲۵ تیر، کارکنان مخابرات استان خوزستان برای رسیدگی به درخواست‌هایشان تجمع اعتراضی بر پا کردند.
یکشنبه ۲۶ تیر، گروهی از کارکنان مخابرات در شهرهای یزد، بجنورد و اهواز تجمع اعتراضی برگزار کردند.
یکشنبه ۲ مرداد، گروهی از کارکنان مخابرات یزد در برابر ساختمان مرکزی مخابرات استان، تجمع اعتراضی برگزار کردند.
دوشنبه ۳ مرداد، گروهی از کارکنان شرکت برق منطقه‌ای خوزستان و کهگیلویه و بویراحمد، در برابر شرکت برق منطقه‌ای خوزستان جهت رسیدگی به خواست‌های خود دست به تجمع اعتراضی زدند.
یکشنبه ۹ مرداد، شماری از کارکنان کارخانه صنایع بسته‌بندی داروگر رشت در برابر این کارخانه، جهت رسیدگی به عدم دریافت ۵ ماه حقوق و معوقات بیمه‌ای خود تجمع اعتراضی برپا کردند.
چهارشنبه ۱۲ مرداد، گروهی از کارکنان استانداری ایلام در برابر ساختمان این نهاد دولتی تجمع اعتراضی برپا کرده و خواهان رسیدگی به درخواست‌های خود بودند.
شنبه ۱۵ مردادماه، گروهی از اپراتورهای برق منطقه‌ای در استان‌های هرمزگان، خوزستان و آذربایجان شرقی در اعتراض به «عدم صدور احکام حقوقی جدید» در مقابل ساختمان اداره برق منطقه‌ای استان‌های خود تجمع کردند.
پنجشنبه ۲۰ مرداد، جمعی از کارکنان صنعت نفت به‌طور هماهنگ در محل کار با در دست‌گرفتن پلاکارد و دست‌نوشته‌هایی نسبت به مشکلات معیشتی، عدم اجرای قوانین تصویب‌شده، ساعات کار، مالیات و دستمزدهای ناکافی تجمع اعتراضی برگزار کرده و خواستار اجرای بی‌قید و شرط ماده ۱۰ قانون وظایف و اختیارات کارکنان رسمی وزارت نفت بودند.
جمعه ۲۱ و شنبه ۲۲مرداد، گروهی از کارکنان سازمان آب بندر عباس، جمعی از کارکنان مخابرات ارومیه، کارکنان رسمی شاغل در صنعت نفت، با برگزاری تجمع‌های اعتراضی خواهان رسیدگی به درخواست‌های خود شدند.
چهارشنبه ۲ شهریور، گروهی از کارکنان آتش‌نشانی کرج، در اعتراض به «عدم دریافت حقوق معوقه و وضعیت بد معیشتی، عدم پرداخت حق حریق و حق شب کاری»، در برابر ساختمان شهرداری کرج، تجمع اعتراضی بر پا کردند.
یکشنبه ۶ شهریور، تعدادی از کارکنان و کارگران شهرداری کوهدشت لرستان در برابر فرمانداری این شهر تجمع اعتراضی بر پا کرده و خواهان رسیدگی به درخواست‌های خود شدند.
سه شنبه ۸ شهریور، گروهی از کارکنان و کادر درمان بیمارستان فرهنگیان تهران در اعتراض به اینکه حدود ۶ ماه از حقوق خود را دریافت نکرده‌اند در محل کار خود، تجمع اعتراضی برگزار کردند.
سه شنبه ۸ شهریور، تعدادی از کارکنان اداره مخابرات آذربایجان شرقی در اعتراض به تأخیر در پرداخت حقوق خود در برابر ساختمان دفتر مدیر منطقه در تبریز، تجمع اعتراضی برپا کردند.

### کارگران
یکشنبه ۱ خرداد، کارگران شهرداری یاسوج در اعتراض به عقب افتادن دستمزد ۵ ماهه خود، در مقابل استانداری کهگیلویه و بویراحمد دست به تجمع زدند.
به گفته یکی از کارگران: ۱۲ ساعت کار می‌کنیم، پول کرایه نداریم، مجبوریم مسیر را پیاده برویم. اگر اعتراض هم بکنیم به اخراج تهدیدمان می‌کنند. بنا به گزارش رسانه‌ها، شهردار یاسوج کارگران را تهدید به پایان دادن به این تجمع اعتراضی کرده‌است.
چهارشنبه ۴ خرداد، جمعی از کارگران قرار داد موقت وزارت نفت، در مقابل این وزارتخانه دست به تجمع اعتراضی زدند. این کارگران گفتند که طی ده سال اخیر، طبق مصوبات شورای عالی کار و قانون کار افزایش‌های سالانه را دریافت نکرده و اکنون باوجود افزایش ۵۷٫۴ درصدی در سال جاری، به مدت ۱۰ سال مابه‌التفاوت افزایش حقوق را طلبکار هستیم.
سه‌شنبه ۱۰ خرداد، تعدادی از کارگران مجتمع کشت و صنعت کارون شوشتر در مقابل این مجتمع در اعتراض به عملی نشدن رای انفصال از خدمت مدیرعامل تجمع کردند.
پنجشنبه ۱۲ خرداد، کارگران شرکت صنایع شیشه آذر تبریز در اعتراض به عدم پرداخت به موقع دستمزد و معوقات حقوق چندین ماه گذشته در مقابل این شرکت دست به تجمع زدند.
چهارشنبه ۱۱ خرداد، تعدادی از کارگران مجتمع کشت و صنعت کارون شوشتر، در مقابل ساختمان اداری این کارخانه برای دومین روز جهت کسب مطالبات خود دست به تجمع زدند.
چهارشنبه ۱۱ خرداد، شماری از کارگران شرکت صنایع آذرآب، در اعتراض به نداشتن کار در شرکت و معوقات ۲ ماهه، برای دو روز متوالی در محوطه این کارخانه دست به تجمع زدند.
شنبه ۱۴ خرداد، کارگری بنام مجید بهجت نژاد، متأهل و پدر ۳ فرزند به دلیل مشکلات معیشتی دست به خودسوزی زد. او پس از خودسوزی در بیمارستان یاسوج به کما رفته و جان خود را از دست داد.
شنبه ۲۱ خرداد، گروهی از کارگران مربوط به شرکت‌های زیرمجموعه هلدینگ داروگر، شامل کارخانه داروگر تهران و شرکت تولیدی تولی پرس قزوین در محوطه این کارخانه‌ها دست به تجمع اعتراضی زدند.
یکشنبه ۲۲ خرداد عده‌ای از کارگران کارخانه داروگر تهران، از شرکت‌های زیرمجموعه هلدینگ داروگر، برای دومین روز پی در پی در محوطه این کارخانه تجمع اعتراضی بر پا کردند.
شنبه ۲۸ خرداد، گروهی از کارگران شهرداری خرمشهر، در اعتراض به دریافت نکردن حقوق و مطالبات چند ماهه خود، اعتصاب کرده و در برابر فرمانداری تجمع کردند.
دوشنبه ۳۰ خرداد، گروهی از کارگران شهرداری لالی در استان خوزستان، به دلیل عدم دریافت معوقات مزدی و بیمه‌ای خود تجمع اعتراضی بر پا کردند.
سه‌شنبه ۳۱ خرداد، اعتصاب کارگران شاغل در شهرک‌های صنعتی محمودآباد، دولت‌آباد، بختیاردشت، میمه، رضوان‌شهر، نجف‌آباد و دوشاخ، برای چهارمین روز پی درپی ادامه داشت. شب دوشنبه ۳۰ خرداد نیز عده‌ای از کارگران شهرداری ایلام جلو واحد موتوری این شهرداری تجمع اعتراضی بر پا کردند. علاوه بر این، شماری از کارگران آرماتوربند پیمانی نیز در یکی از پارک‌های کرمانشاه تجمع اعتراضی داشتند.
چهارشنبه ۱ تیر، کارگران داربست فاز ۱۴ عسلویه، کارگران پروژهٔ پترو پالایش کنگان، کارگران پتروشیمی کیان، کارگران سایت‌های ۱ و ۲ پروژهٔ پتروشیمی در بوشهر، کارگران پتروشیمی دماوند و کارگران داربست مربوط به پروژهٔ پتروشیمی آرین متانول، در اعتراض به عدم رسیدگی به درخواست‌های خود با فراخوان از قبل، به کارشان توقف زده و اعتصاب کردند. همچنین در چهارشنبه ۱ تیرماه ۱۴۰۱، عده‌ای از کارگران مجتمع کشت و صنعت کارون شوشتر به عدم دریافت حقوق تجمع کردند.
پنجشنبه ۲ تیر، اعتصاب کارگران داربست‌بند (اسکافولد بند) که در صنایع نفت، گاز و پتروشیمی مشغول به کار هستند، به بیش از ۲۲ شرکت و پتروشیمی گسترش پیدا کرد.
شنبه ۴ تیرماه، گروهی از کارگران کارخانه داروگر تهران، به علت عدم رسیدگی به مطالباتشان، شامل پرداخت مطالبات مزدی، معوقات بیمه‌ای، تأمین امنیت شغلی، تعیین تکلیف وضعیت و مدیریت کارخانه تجمع اعتراضی برگزار کردند.
شنبه ۴ تیرماه، جمعی از کارگران راه‌آهن مربوط به شرکت رضوان درود، در مقابل ایستگاه راه‌آهن محمد حسن‌زاده در شهرستان زرند کرمان، تجمع اعتراضی بر پا کردند. همچنین کارگران پیمانی نفت، گروهی از کارگران داربست‌بند پیمانکاری سلحشور که در پروژه «آی جی سی» فاز ۱۴ پارس جنوبی، مشغول به کار هستند، در اعتراض به عدم رسیدگی به درخواست‌های خود، اعتصاب کردند.
یکشنبه ۵ تیرماه، کارگران عایق‌بند مخازن سرد شاغل در پتروشیمی هنگام، با درخواست افزایش دستمزد اعتصاب کردند.
دوشنبه ۶ تیر، کارگران شرکت ایران افق (پایدار غرب آبان و تعمیرات چشمه خوش) در اعتراض به پرداخت‌نشدن درخواست‌های مزدی خود به کار توقف زده و اعتصاب کردند.
دوشنبه ۶ تیرماه، کارگران اورهال در پالایشگاه نفت تهران در اعتراض به افزایش اجباری ساعات کاری‌شان به کارخود توقف زده و اعتصاب کردند.
سه شنبه ۷ تیر، کارگران اورهال پالایشگاه نفت تهران در ادامه اعتصاب خود در محوطه این شرکت خواستار رسیدگی به درخواست‌های خود شدند. اضافه شدن اجباری ساعات کار و دستمزدهای پایین از دلایل اعتراض این کارگران می‌باشد.
از روز یکشنبه ۱۲ تیرماه کارگران و کارکنان شهرداری زرنه از توابع شهرستان ایوان در استان ایلام در اعتراض پرداخت نشدن مطالبات‌شان اعتصاب کردند. مطالبات این کارگران عبارتند از: ۵۳ ماه بیمه معوقه، ۷ ماه حقوق معوقه پرداخت‌نشده، معوقات چند سال صندوق بازنشستگی و مطالبات معوقه اضافه‌کاری، مأموریت و تعطیل کاری از سال ۹۴ تاکنون.
سه شنبه ۱۴ تیرماه، جمعی از کارگران حد اقل ۵ شرکت مجتمع مس سونگون ورزقان از جمله در «آهن‌آجین، مبین، نوآوران، زحل و ندای رهاوی»، به دنبال بازداشت دو نفر از همکاران‌شان و عدم رسیدگی به دیگر درخواست‌های خود اعتصاب کرده و در محل کار تجمع اعتراضی بر پا کردند. کارگران این مجتمع، ماه‌ها است که اجرای همسان‌سازی حقوق با کارگران رسمی و کارگران سایر معادن را با اعتراضات و اعتصابات پی در پی دنبال می‌کنند و همچنین خواستار اجرای کامل و صحیح طبقه‌بندی مشاغل می‌باشند، اما تاکنون مدیریت مجتمع و شرکت‌های پیمانکاری به خواسته‌های این کارگران پاسخ نداده‌اند.
سه شنبه ۱۴تیر، جمعی از کارگران سد شفارود در شهرستان رضوانشهر در برابر در ورودی ساختمان فرمانداری دست به تجمع اعتراضی زدند.
چهارشنبه ۱۵ تیر، کارگران شاغل در شرکت‌های پیمانکاری مجتمع مس سونگون ورزقان در ادامه تجمع دیروز تجمعی بر پا کردند.
در جریان تجمع روز گذشته ۱۴ تیر، دو تن از کارگران همین شرکت‌ها توسط نیروهای امنیتی دستگیر و به مکان نامعلومی انتقال یافتند.
پنجشنبه ۱۶ تیر، اعتصاب و تجمع اعتراضی کارگران مجتمع مس سونگون ورزقان برای سومین روز پی در پی انجام گرفت. این تجمع اعتراضی با دخالت نیروهای انتظامی به ضرب و شتم و بازداشت کارگران معترض انجامید.
همچنین در پنجشنبه ۱۶ تیرماه، قریب به ۲۰ کارگر شهرداری ویسیان در استان لرستان در اعتراض به اضافه‌شدن معوقات مزدی خود اعتصاب کرده و از کار روزانه خود دست کشیدند.
جمعه ۱۷ تیر، کارگران مجتمع سونگون ورزقان برای چهارمین روز پی در پی به اعتصاب خود ادامه دادند. اعتصاب آنها در اعتراض به عدم رسیدگی به مطالباتشان انجام شده‌است. تا کنون از سرنوشت ۶ تن از کارگران دستگیرشده این مجتمع اطلاعی در دست نیست.
سه‌شنبه ۲۱ تیر، جمعی از کارگران پتروشیمی تبریز در مقابل در ورودی این محل، طی بر گزاری تجمع‌هایی اعتراضی خواهان رسیدگی به درخواست‌های خود شدند.
شنبه ۲۵ تیر، کارگران فضای سبز شهرداری بهبهان در اعتراض به عدم پرداخت مطالبات مزدیشان دست به تجمع زدند.
شنبه ۱ مرداد، جمعی از کارگران گروه ملی صنعتی فولاد اهواز در برابر دفتر یکی از نمایندگان مجلس و در مقابل ساختمان استانداری خوزستان، تجمع‌های اعتراضی برگزار کرده و خواستار رسیدگی به درخواست‌های خود شدند.
یکشنبه ۲ مرداد گروهی از کارگران گروه ملی صنعتی فولاد اهواز در برابر ساختمان استانداری خوزستان برای رسیدگی به خواسته‌های خود تجمع اعتراضی بر پا کردند. آنها با دادن شعار «کارگر می‌میرد، ذلت نمی‌پذیرد» خواستار اضافه‌شدن حقوق و دست‌مزد و اجراشدن طرح طبقه‌بندی مشاغل بودند.
دوشنبه ۳ مرداد، گروهی از کارگران و کارکنان شرکت تولی‌پرس قزوین در مقابل دفتر استانداری این شهر طی برگزاری یک تجمع اعتراضی خواهان رسیدگی به درخواست‌های خود شدند.
سه‌شنبه ۴ مرداد، شماری از کارگران شرکت مادیران در شهرک صنعتی هشتگرد نسبت به ساعت کاری بالا، سطح پایین حقوق و کاهش مزایا تجمع اعتراضی برگزار کرده و خواستار رسیدگی به درخواست‌های خود شدند.
سه‌شنبه ۴ مرداد، شماری از کارگران خدماتی و فضای سبز شهرداری نیشابور در برابر ساختمان شهرداری این شهر، با برگزاری تجمع اعتراضی خواستار رسیدگی به درخواست‌های خود شدند.
چهارشنبه ۵ مرداد، جمعی از کارگران شرکت فولاد اهواز برای چندمین روز پی در پی در برابر استانداری خوزستان با برگزاری تجمع اعتراضی خواهان رسیدگی به درخواست‌های خود، شامل اضافه‌شدن دستمزد، برخورداری از مواد اولیه و تجهیزات و حق بدی آب و هوا شدند. آنها در این تجمع شعارهایی مانند «می‌جنگیم، می‌جنگیم، ما کارگران فولاد، علیه ظلم و بیداد» می‌دادند.
شنبه ۸ مرداد، شماری از کارگران کارخانه مواد شوینده داروگر تهران در برابر وزارت تعاون، کار و رفاه اجتماعی برای رسیدگی به درخواست‌هایشان تجمع اعتراضی برپا کردند.
سه شنبه ۱۸ مرداد، جمعی از کارگران نیروگاه برق فردوسی مشهد در مقابل در این نیروگاه و گروهی از کارگران شرکت آرام پارس که در پتروشیمی هنگام مشغول به کار هستند، دست به اعتصاب زدند و تجمع اعتراضی برگزار کرده خواهان پرداخت حقوق معوقه خرداد ماه خود بودند.
شنبه ۲۲ مرداد، گروهی از کارگران شرکت پالایش و پخش فرآورده‌های نفتی آبادان برای رسیدگی به درخواست‌های خود شامل تعویق در پرداخت حقوق‌ها و تغییر در قوانین مالیاتی در مقابل ساختمان مرکزی این شرکت تجمع اعتراضی برگزار کردند.
یکشنبه ۲۳ مرداد، جمعی از کارگران فضای سبز شهرداری سنندج در اعتراض به دستمزد معوقه پنج ماه گذشته، وضعیت بد معیشتی، عدم پرداخت عیدی سال و بلاتکلیفی در تغییر حالت روز مزد و حجمی به شرکتی در برابر ساختمان شهرداری تجمع اعتراضی برپا کردند.
چهارشنبه ۲۶ مرداد، گروهی از کارگران شرکت معدنی و صنعتی گل‌گهر سیرجان، به علت معوقات مزدی و عدم رسیدگی مسئولان به مطالبات شغلی و معیشتی آنها دست از کار کشیده و اعتصاب کردند.
دوشنبه ۳۱ مرداد، جمعی از کارگران کارخانه تولی پرس قزوین در اعتراض به شرایط شغلی و سایر درخواست‌های‌شان در محوطه محل کار خود، دست به تجمع اعتراضی زدند.
سه شنبه ۱ شهریور، قریب به ۶۰ نفر از کارگران اخراج‌شده شرکت روغن نباتی جهان، در اعتراض به اخراج خود در برابر این شرکت و سپس در جلو استانداری زنجان تجمع اعتراضی بر گزار کردند.
چهارشنبه ۲ شهریور، جمعی از کارگران اخراج شده شرکت روغن نباتی جهان برای دومین روز پی در پی در برابر ساختمان اداره کار شهرستان زنجان، تجمع اعتراضی داشته و با مطرح کردن شکایتی در اداره کار، خواهان رسیدگی به درخواست‌های صنفی، بازگشت به کار و برقراری مستمری بیمه بیکاری خود بودند.
سه شنبه ۱ شهریور، جمعی از کارگران و بازنشستگان کارخانه روغن نباتی نرگس شیراز، در اعتراض به عدم رسیدگی به درخواست‌های‌شان، در این شهر تجمع اعتراضی بر پا کردند.
چهارشنبه ۲ شهریور، جمعی از کارگران کشت و صنعت کارون شوشتر، در اعتراض به عدم رسیدگی به درخواست‌هایشان، در محوطه کار خود تجمع اعتراضی برگزار کردند.
سه شنبه ۸ شهریور، گروهی از کارگران کارخانه آجر جیل در اعتراض به تعطیل‌شدن این کارخانه در برابر ساختمان فرمانداری کارون، تجمع اعتراضی داشتند.
سه شنبه ۸ شهریور، تعدادی از کارگران شهرداری اسالم در استان گیلان در اعتراض به عدم رسیدگی به درخواست‌های مزدی و بیمه‌ای خود در برابر شهرداری این شهر، تجمع اعتراضی داشتند.
سه شنبه ۸ شهریور، گروهی از کارگران خدماتی خط ۳ مترو تهران در پل کالج، در اعتراض به عدم رسیدگی به حقوق معوقه خود، اعتصاب و راهپیمایی اعتراضی برگزار کردند.
یکشنبه ۱۳ شهریور، جمعی از کارگران کارخانه کیان‌تایر در اعتراض به ادامه بلاتکلیفی و عدم پرداخت حقوقشان و دیگر مطالباتشان در محل کار خود با آتش زدن لاستیک، دست به تجمع زدند.
دوشنبه ۱۴ شهریور، شماری از کارگران کارخانه کیان تایر شهرستان اسلامشهر در ادامه تجمع اعتراضی روز قبل با به آتش کشیدن لاستیک خواستار تعیین تکلیف و پرداخت حقوق معوق خود شدند.
سه‌شنبه ۱۵ شهریور، شماری از کارگران کارخانه سیمان اردستان، در اعتراض به عدم رسیدگی به مطالباتشان از جمله عدم دریافت حق سختی کار خود، در مقابل ساختمان اداره کار اردستان تجمع کردند.
یکشنبه ۲۰ شهریور، جمعی از کارگران شهرداری رودبار در اعتراض به عدم پرداخت دو ماه معوقات مزدی سال جاری و ۴ ماه از دست‌مزدهای سال گذشته در این شهرستان تجمع اعتراضی برپا کردند.
یکشنبه ۲۰ شهریور، کارگران پروژه‌های پتروشیمی دنا در عسلویه در اعتراض به پرداخت نشدن دستمزدهای خود، به کار توقف زده و اعتصاب کردند.

### مال‌باختگان
چهارشنبه ۱۸ خرداد، گروهی از مالباختگان صندوق‌های امانات بانک ملی تهران، در حوالی شعبه دانشگاه تجمع کردند که این اجتماع با ورود مأموران نیروی انتظامی به خشونت کشیده شد. یک مرد جوان مالباخته گفت: «اصلاً چطور ممکن است که چنین سرقتی از بانک صورت گرفته باشد و کسی هم متوجه آن نشده باشد؟ ما از مسئولان این شعبه بانک شکایت خواهیم کرد.»

### بازاریان
در ادامه بحران جهش نرخ ارز در ایران، یکشنبه ۲۲ خرداد بهای دلار به رکورد تاریخی ۳۳ هزار تومان رسید، سه‌راه امین‌حضور تهران صحنه تجمع اعتراضی کسبه و بازاریان و حضور چشم‌گیر نیروی انتظامی برای متفرق کردن آنها شد. معترضان شعار «مشکل ما حل نشه، تهران قیامت می‌شه»، «ببندید، ببندید» و «ما همه با هم هستیم» سر دادند. سه‌راه امین حضور تهران یکی از مهم‌ترین مراکز فروش لوازم خانگی است و بالا رفتن قیمت ارز موجب گرانی محصولات و کاهش فروش و در نتیجه کسادی کسب و کار بازاریان شد.
برای دومین روز متوالی شماری از مغازه‌داران در خیابان‌های لاله‌زار، جمهوری و سه‌راه امین‌حضور در تهران و همچنین بعضی از کسبه شهر کازرون مغازه‌های خود را تعطیل کرده‌اند.
سه شنیه ۲۴ خرداد در شهرهای کازرون و نجف آباد اصفهان جمعی از کسبه و بازاریان اعتصاب کردند. در شهرهای خرم‌آباد، شیراز، اراک، بروجرد و میناب نیز، علاوه بر اعتصاب صنفی، تجمع‌های اعتراضی برپا کردند.
شنبه ۲۸ خردادماه، گروهی از کاسبان و بازاریان در نورآباد ممسنی، کوهچنار، یزد، اصفهان، هندیجان، تهران و لنجان، در اعتراض به قوانین جدید مالیاتی و افزایش مالیات اعتصاب کردند. این درحالی بود که نیروی انتظامی در هنگام تجمع بازاریان در تهران، با حضوری گسترده سعی در سرکوب اعتراضات آنها را داشتند.
شنبه ۱ مرداد، جمعی از کسبه و بازاریان در مقابل ساختمان منطقه آزاد کیش برای رسیدگی به مطالبات خود تجمع اعتراضی بر پا کردند.
یکشنبه ۱۳ شهریور، جمعی از کسبه جزیره کیش در اعتراض به به خصوصی‌سازی هواپیمایی کیش‌ایر و نبود پرواز و مسافر و وضع بد معیشتی در مقابل سازمان منطقه آزاد کیش دست به تجمع زدند.

### سایر مشاغل
یکشنبه ۶ شهریور، گروهی از سرایداران و خدمتگزاران مدارس استان‌های چهارمحال و بختیاری و خوزستان در برابر اداره کل آموزش و پرورش این استان‌ها، تجمع اعتراضی برپا کرده و خواهان رسیدگی به درخواست‌های خود بودند.
یکشنبه ۶ شهریورماه، گروهی از رانندگان استیجاری شهر ارومیه در اعتراض به عدم پرداخت ۳ ماه حقوق و رسیدگی به سایر درخواست‌هایشان در برابر ساختمان شهرداری و شورای این شهر تجمع اعتراضی داشتند.
یکشنبه ۶ شهریورماه، تعدادی از داوطلبان کنکور، در اعتراض به مصوبه کنکوری شورای عالی انقلاب با داشتن پلاکاردهایی مانند «مدرسه‌های پولی حامی طرح زوری، ما دیگه پول نداریم واسه معدل بذاریم» در مسجد الرحمان تهران تجمع اعتراضی برگزار کردند.
سه شنبه ۸ شهریور، جمعی از نیروهای خدماتی تحصیل‌کرده در مقابل اداره آموزش و پرورش در تهران، تجمع اعتراضی داشته و خواهان رسیدگی به درخواست‌های خود شدند.
روز چهارشنبه ۹ شهریور، گروهی از مالکان اراضی شهرک دانشوران تبریز در اعتراض به پاسخ ندادن مسئولان این شهرک در خصوص تحویل زمین‌هایشان در محدوده این شهرک تجمع اعتراضی برگزار کردند.
چهارشنبه ۹ شهریور، گروهی از مغازه‌داران بازارچه امید در ماکو در اعتراض به تعهد بی قید و شرط در خصوص تخلیه مغازه در این بازارچه تجمع اعتراضی برپا کردند.
جمعه ۱۱ شهریور، تعدادی از جوانان جویای کار در امیدیه، در محل برگزاری نماز جمعه در این شهر درحالی‌که پلاکارد به دست داشتند، خواهان رسیدگی به درخواست‌هایشان بودند.
یکشنبه ۱۳ شهریور، جمعی از مرغ‌فروشان بجنورد در اعتراض به کم بودن سود جزء فروشی در مقابل سازمان جهاد کشاورزی دست به تجمع زدند.
دوشنبه ۲۱ شهریور، تعدادی از سهام‌داران زیان دیده بورس، با سر دادن شعارهایی مانند «سهام‌دار به پا خیز، اتحاد، اتحاد» و همچنین «تا بورس پر از فساده، هر روز همین بساطه»، در برابر ساختمان سازمان بورس و اوراق بهادار در تهران، تجمع اعتراضی برگزار کرده و خواهان رسیدگی به درخواست‌های خود شدند.
روز دوشنبه ۲۱ شهریور، جمعی از کارکنان بخش اداری شهرداری شوشتر، در اعتراض به «عدم پرداخت سه ماه حقوق و سه ماه حق بیمه» در برابر دفتر شهردار، دست به تجمع اعتراضی زدند.
سه شنبه ۲۲ شهریور، گروهی از دست‌یاران پزشکی، برای دومین روز پی در پی جلو ساختمان وزارت بهداشت در تهران، در اعتراض به «طراحی نامناسب و غیر استاندارد سوالات آزمون گواهینامه تخصصی» تجمع اعتراضی برگزار کردند.

### خانواده زندانیان
سه‌شنبه ۱۵ شهریور، تعدادی از خانواده و بستگان زندانیان محکوم به اعدام، با در دست داشتن پلاکاردهایی که روی آن نوشته شده «اعدام نکنید» در مقابل ساختمان دادگاه انقلاب کرج تجمع کرده و خواستار توقف اجرای حکم اعدام فرزندان و خویشاوندان‌شان شدند.
چهارشنبه ۱۶ شهریور خانواده و بستگان زندانیان محکوم شده به اعدام، در دومین روز اعتراض خود به اجرای «ظالمانه و دسته‌جمعی احکام اعدام» در زندان مرکزی کرج و قزلحصار، در برابر دفتر قوه قضاییه تهران دست به اعتراض زدند.
شنبه ۱۹ شهریور، شماری از خانواده‌ها و بستگان زندانیان محکوم به اعدام در برابر ساختمان قوه قضاییه در تهران، برای چندمین روز پیاپی تجمع اعتراضی بر پا کرده و خواهان توقف اجرای حکم اعدام بستگان خود بودند.
یکشنبه ۲۰ شهریور، شماری از خانواده‌ها و بستگان زندانیان محکوم به اعدام ندامتگاه مرکزی کرج و زندان قزل‌حصار، با در دست داشتن پلاکاردهای «اعدام نکنید»، در برابر ساختمان قوه قضاییه در تهران، خواهان متوقف‌شدن اجرای حکم اعدام فرزندان خود شدند. در این تجمع که همراه با جو امنیتی برگزار شده بود تعدادی از معترضان بازداشت شدند.
دوشنبه ۲۱ شهریور، جمعی از خانواده‌ها و بستگان زندانیان محکوم به اعدام در تهران درحالی‌که پلاکارد «اعدام نکنید» در دست داشتند برای چندمین روز پی در پی در برابر ساختمان قوه قضاییه تجمع اعتراضی برگزار کردند.
چهارشنبه ۲۳ شهریور، جمعی از خانواده‌ها و بستگان زندانیان محکوم به اعدام در تهران، برای چندمین روز پی در پی در برابر ساختمان قوه قضاییه تجمع اعتراضی برپا کردند.

## خیابانی

### خوزستان
مردم شهرهای استان خوزستان از پنج‌شنبه شب ۱۵ اردیبهشت اعتراضاتی را به‌دلیل گرانی و افزایش قیمت محصولاتی مانند نان، روغن، تخم‌مرغ و ماکارونی برگزار کردند که با خشونت و تیراندازی پلیس و نیروهای ضد شورش روبرو شد. همزمان با فراخوان برگزاری تجمعات، اینترنت استان خوزستان با مشکل مواجه شد و در بعضی نقاط قطع یا بسیار کند شد. در واکنش به قطع شدن اینترنت در برخی شهرهای خوزستان، ویکتوریا کوتس، معاون مشاور پیشین امنیت ملی آمریکا خواستار ارائه اینترنت ماهواره‌ای استارلینک به مردم این استان شد.

### اردیبهشت
در پی اجرای سیاست‌های جدید دولت سیزدهم مبنی بر حذف ارز ۴۲۰۰ تومانی، قیمت برخی مواد خوراکی در ایران افزایش یافت و به نارضایتی مردم دامن زد. این اعتراضات که در مواردی با سرکوب خشونت‌بار مأموران امنیتی مواجه شد شامگاه پنج‌شنبه ۲۲ اردیبهشت در شهرستان‌های درود لرستان، ایذه، اندیمشک و دزفول در خوزستان، یاسوج در کهگیلویه و بویراحمد، شهرکرد و جونقان در چهارمحال و بختیاری و فشافویه در استان تهران به وقوع پیوست.
ایرنا دلیل اعتراضات را اجرای قانون اصلاح نظام پرداخت یارانه‌ها عنوان کرد. اعتراضات خیابانی در ۲۲ اردیبهشت همزمان با آن آغاز شد که دولت ایران رسماً بهای مرغ، تخم مرغ، روغن و لبنیات را در پی حذف ارز ترجیحی افزایش داد.

### خرداد
در پی فروریختن ساختمان متروپل مردم آبادان طی چند روز در خیابان‌ها شروع به راهپیمایی کردند. این اعتراضات که در آبادان با کندی اینترنت و گسیل مأموران امنیتی همراه شد به شهرهای دیگر ایران نیز گسترش پیدا کرد. عملکرد ضعیف امدادی، گسیل نیروهای انتظامی به محل حادثه، سکوت مقام‌های ارشد حکومتی دربارهٔ آن و انتشار اخبار ضد و نقیض دربارهٔ زنده بودن یا کشته شدن حسین عبدالباقی مالک ساختمان متروپل منجر به این اعتراضات شد.

### چهارمحال و بختیاری
این اعتراضات روز سه‌شنبه، ۲۵ مرداد، مقابل استانداری چهارمحال و بختیاری در شهرکرد به دلیل بحران بی‌آبی برگزار شد. به دنبال محقق نشدن مطالبات مردم و ادامه یافتن مشکل کمبود آب، مردم معترض این استان برای چندمین بار طی سال‌های ۱۴۰۰ و ۱۴۰۱ تجمع اعتراضی برپا کرده و با سردادن شعارهای ضد حکومتی خواستار رسیدگی به بحران بی‌آبی در این استان شدند.

### پس از کشته‌شدن مهسا امینی
این اعتراضات در پی کشته‌شدن مهسا امینی به دلیل ضرب‌وشتم در بازداشتگاه گشت ارشاد در روز ۲۶ شهریور ماه از تجمع مقابل بیمارستان کسری در تهران شروع شد و در ۲۷ و ۲۸ شهریور به استان کردستان و در روزهای بعد به همه ۳۱ استان‌ و بیش از ۸۰ شهر ایران گسترش یافت.در ادامه نیروی انتظامی جمهوری اسلامی و پایگاه‌های خبری منسوب اقدام به پخش فیلم کوتاهی که از درون ساختمان گشت ارشاد تهیه شده بود کردند و کشته‌شدن مهسا امینی به دلیل ضرب‌وشتم در بازداشتگاه گشت ارشاد را کاملاً انکار کرده که موجب خشم و انزجار جامعه و هنرمندان و ورزشکاران و فعالان اجتماعی برجسته شد وتا کنون این اعتراضات منجر به کشته شدن و بازداشت عده زیادی از مردم توسط نیروهای امنیتی و شبه نظامیان بسیج و سپاه شده‌است.

### اعتراضات بهمن
- نشست آینده جنبش دموکراسی ایران با حضور ۸ تن از چهره‌های سرشناس مخالف حکومت جمهوری اسلامی: حامد اسماعیلیون، دبیر و سخنگوی انجمن خانواده‌های قربانیان پرواز پی‌اس۷۵۲، نازنین بنیادی، فعال حقوق بشر و هنرپیشه، رضا پهلوی، فعال سیاسی، شیرین عبادی، حقوقدان و برنده جایزه صلح نوبل، مسیح علی‌نژاد، روزنامه‌نگار و فعال حقوق زنان، گلشیفته فراهانی، هنرپیشه و فعال حقوق بشر، علی کریمی، ملی‌پوش پیشین فوتبال ایران و فعال حقوق بشر و نیز عبدالله مهتدی، دبیرکل حزب کومله کردستان ایران برگزار شد.[۱۷۰]
- در ۲۴ بهمن ۱۴۰۱[۳۵] گروهی به نام شورای انقلابی دادخواهان برای دستیابی به این هدف‌ها اعلام موجودیت کرد،[۱۲][۱۷۱] براندازی حکومت جمهوری اسلامی؛[۱۲] دادخواهی؛[۱۲] برپا کردن «عدلیه‌ای مستقل از نظام سیاسی»؛[۱۲] آزادی[۱۱۳] (حمایت از انقلاب دموکراتیک مردم ایران)؛[۱۷۲] و تحقق حقوق بشر در ایران.[۱۱۳]
- بر اساس گزارش‌های شبکه اجتماعی در تهران معترضان با حضوری گسترده در خیابان ستارخان مقابل نیروهای امنیتی شعارهایی مانند «حکومت اسلامی نمی‌خواهیم نمی‌خواهیم»، «می‌جنگیم می‌میریم ایران رو پس می‌گیریم» و «قسم به خون یاران ایستاده‌ایم تا پایان» سردادند.[۱۷۳] همچنین در خیابان شریعتی، مقابل ایستگاه متروی شریعتی در تهران، معترضان شعارهایی چون «مرگ بر دیکتاتور» و «امسال سال خونه، سیدعلی سرنگونه» سر دادند و در برابر نیروهای امنیتی مقاومت کردند.[۱۷۳] درخیابان انقلاب در مرکز تهران و خیابان هفت حوض در شرق تهران، همچنین در بلوار فردوس در غرب تهران معترضان شعار می‌دادند: «قسم به خون یاران، ایستاده‌ایم تا پایان!»، «مرگ بر دیکتاتور» و «مرگ بر خامنه‌ای».[۱۷۳] تجمعاتی پراکنده نیز در شهرک اکباتان، صادقیه، نارمک، پونک، خانی آباد، نازی‌آباد، پاسداران وجود داشت.[۱۷۳]
- نشست کنفرانس امنیتی مونیخ در ۲۸ بهمن ۱۴۰۱ بدون حضور مقامات جمهوری اسلامی برگزار شد؛ به جای مقام‌های حکومت جمهوری اسلامی، بر خی از چهره‌های نشست آینده جنبش دموکراسی ایران، همچون: رضا پهلوی، مسیح علی‌نژاد و نازنین بنیادی دعوت شدند. کریستوف هویسگن، رئیس جدید کنفرانس امنیتی مونیخ گفت: «[حکومت جمهوری اسلامی] ایران همواره یک چالش بود؛ چون موجودیت اسرائیل را نفی می‌کرد و با قدم‌برداشتن در مسیر سلاح هسته‌ای، حقوق بین‌الملل را نقض می‌کرد. در زمان مذاکرات اتمی، تصمیم سلَفِ من این بود که آن‌ها را دعوت کند؛ اما بعد از نقض حقوق بین‌الملل و حمله وحشیانه سپاه پاسداران و پلیس به مردم خود، ما از ایران دعوت نکردیم.»[۱۷۴]
- بر اساس گزارش شبکه‌های اجتماعی در پی فراخوان‌های چهلم دو معترض اعدام شده، سید محمد حسینی و محمد مهدی کرمی خیابان‌های شیراز صحنه اعمال خشونت نیروهای سرکوبگر نسبت به معترضان بوده‌است.[۱۷۵] در این گزارش‌ها و تصاویر آمده‌است که نیروهای امنیتی علیه معترضان از گلوله‌های ساچمه‌ای و مواد اسیدی و وایتکس در ماشین‌های آبپاش استفاده کرده‌اند.[۱۷۵]

## هکرها
در اعتراضات ۱۴۰۱ هکرها تلاش‌های زیادی برای آگاهی مردم ایران انجام دادند از جمله بهترین گروه‌های هکری KromSec از گروه‌های زیر مجموعه گروه هکری انانیموس، عدالت علی، بلک ریوارد و… 
هکرها با نفوذ به زیرساخت‌های مهم ایران و انتشار اسناد و مدارک‌ها یا با نفوذ به سیستم‌های مخابراتی و ارسال پیامک فراخوان و سایر اقدامات به مردم ایران کمک کردند.
از جمله مهم‌ترین آنها:
هک شهرداری قم (توسط KromSec)
هک وزارت ارتباطات (توسط KromSec)
هک خبرگزاری فارس (توسط Black_reward)
- اعتراضاتی سراسری در واکنش به مسمومیت زنجیره‌ای دانش‌آموزان در مدرسه‌ها در ایران برگزار شد که معترضان به دست نیروهای حکومتی با گاز اشک‌آور و گلوله‌های ساچمه‌ای سرکوب شدند.[۱۷۶]
- مردم زاهدان راهپیمایی اعتراضی برگزار کردند. اینترنت در این شهر، قطع شده و مسجد جامع مکی زاهدان محاصره شد.
- کشته‌شدگان سرشناس: ابراهیم ریگی (۴ اسفند)، شیرزاد احمدی‌نژاد (۲۴ اسفند)